# Angelica Schrader
Angelica Schrader (* 1890; † 1976) war eine deutsche Metallografin und Materialwissenschaftlerin.

## Leben
Nach der Ausbildung als Metallografin im Berliner Lette-Verein wurde Angelica Schrader 1909 die erste Metallografin in Deutschlands erstem metallografischen Labor des Instituts für Metallkunde der TH Berlin. Sie arbeitete dort wissenschaftlich unter dem Institutsvorsteher Heinrich Hanemann bis zum Kriegsende 1945.
Schraders erste Veröffentlichungen erschienen in den 1920er Jahren. Sie beteiligte sich an der Entwicklung der Metallmikroskopie nach Henry Le Chatelier und Emil Heyn und gab gemeinsam mit Hanemann den Atlas metallographicus heraus (ab 1927), mit dem sie allgemein bekannt wurde. 1937 wurde sie ohne zusätzliches Studium zum Dr. Ing. promoviert. Ab 1939 erschien ihr Ätzheft, in dem sie auf Grund ihrer praktischen Erfahrungen ihre Anweisungen zur Herstellung von Metallschliffen, die Ätzmittel und die Verfahren zur Gefügeentwicklung zusammenstellte.
1945 trat Schrader in das Kaiser-Wilhelm-Institut für Eisenforschung ein. Sie beteiligte sich am Wiederaufbau des Institutes und dann auch am Aufbau eines elektronenmikroskopischen Laboratoriums. Ab 1950 kultivierte sie den Lackabdruck für die elektronenmikroskopische Untersuchung der Gefüge von Stählen. 1966 gab sie gemeinsam mit Adolf Rose den 2. Teil: Gefüge der Stähle des von der Europäischen Gemeinschaft für Kohle und Stahl unterstützten Sammelwerks De ferri metallographia heraus.

## Ehrungen
- Ehrenmitglied der Deutschen Gesellschaft für Metallkunde 1975[3]

## Werke (Auswahl)
- Atlas Metallographicus : Eine Lichtbildsammlung für die technische Metallographie (zusammen mit Heinrich Hanemann). Borntraeger, Berlin:  Band 1: Kohlenstoffstähle, langsam gekühlt und geglüht (1927–1933),  Band 2: Gusseisen: Teil 1. Grauguss (u. weitere Teile) (1936–1939), Band 3: Aluminium, Teil 1. Binäre Legierungen des Aluminiums (1941 (Ausg. 1943)), Band 3: Teil 2. Ternäre Legierungen des Aluminiums (1952).
- Ätzheft : Anweisung zur Herstellung von Metallschliffen; Verzeichnis von Ätzmitteln; Verfahren zur Gefügeentwicklung. 2. verb. u. erw. Aufl.: Borntraeger, Berlin 1939.
- De ferri metallographia (Alta auctoritas Communitatis Europaeae carbonis ferrique ), Teil 2: Gefüge der Stähle - Structure of steels - Structure des aciers (zusammen mit Adolf Rose). Verlag Stahleisen, Düsseldorf 1966.